# Kniphofia nubigena
Kniphofia nubigena là một loài thực vật có hoa trong họ Thích diệp thụ. Loài này được Mildbr. miêu tả khoa học đầu tiên năm 1936.